# Albuca dilucula
Albuca dilucula är en sparrisväxtart som först beskrevs av Anna Amelia Obermeyer, och fick sitt nu gällande namn av John Charles Manning och Peter Goldblatt. Albuca dilucula ingår i släktet Albuca och familjen sparrisväxter. Inga underarter finns listade i Catalogue of Life.